# Pomponema litorium
Pomponema litorium är en rundmaskart som först beskrevs av Nathan Augustus Cobb 1920.  Pomponema litorium ingår i släktet Pomponema och familjen Cyatholaimidae. Inga underarter finns listade i Catalogue of Life.